# Emanuel Trčka
Emanuel Trčka, též Emanuel B. Trčka (10. nebo 20. prosince 1873 Bezděkov u Rožmitálu – 19. prosince 1932 Praha), byl český a československý politik a meziválečný senátor Národního shromáždění za Československou živnostensko-obchodnickou stranu středostavovskou.

## Životopis
Narodil se v Bezděkově kameníkovi Vojtěchu Trčkovi a Marii Trčkové rozené Hajníkové. Působil jako kameník a sochař. Počátkem století začal pracovat v lomu na kámen, který byl tehdy otevřen v lokalitě „na Ptáčkovic poli” poblíž obce Hudčice. Byl členem výkonného výboru živnostenské strany a kuratoria československé Národní rady.
V parlamentních volbách v roce 1920 získal za Československou živnostensko-obchodnickou stranu středostavovskou senátorské křeslo v Národním shromáždění. Mandát obhájil v parlamentních volbách v roce 1925 a parlamentních volbách v roce 1929. V letech 1929–1932 byl místopředsedou senátu. V senátu zasedal do roku 1932, kdy na funkci rezignoval. Jako náhradník pak místo něj nastoupil Jaroslav J. Horák.
Funkce senátora se vzdal ze zdravotních důvodů na podzim 1932. O několik týdnů později zemřel. Dobový tisk ale jako skutečný důvod rezignace na mandát uvádí skandál, kvůli kterému byl vydán soudu a vzdal se mandátu. Povoláním byl kamenickým mistrem na Královských Vinohradech.
Zemřel v prosinci 1932 v sanatoriu v Praze. Den předtím utrpěl ve svém bytě v Praze na Vinohradech záchvat mrtvice.